# 北京基督教新教

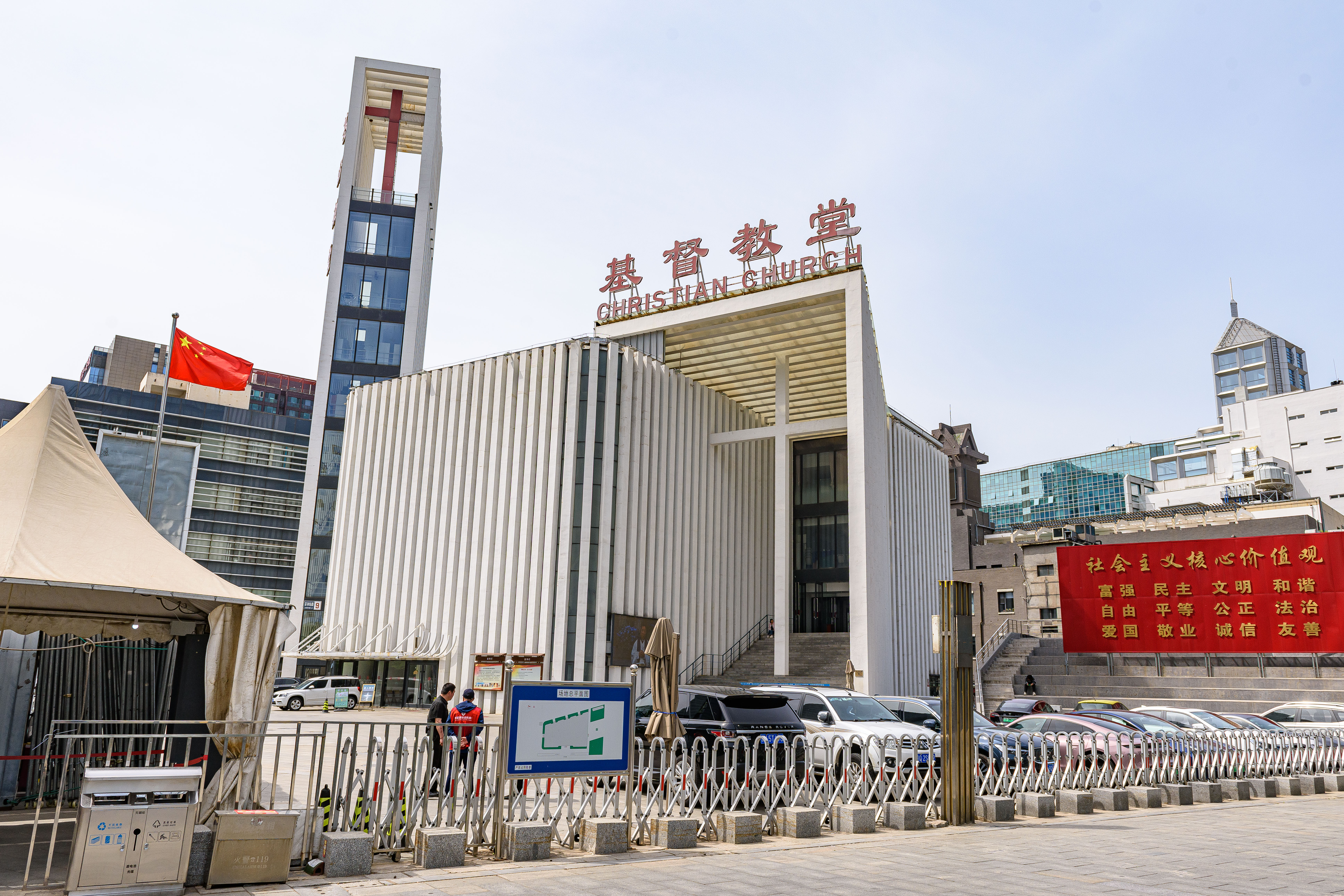
位于中关村西区的新教海淀堂

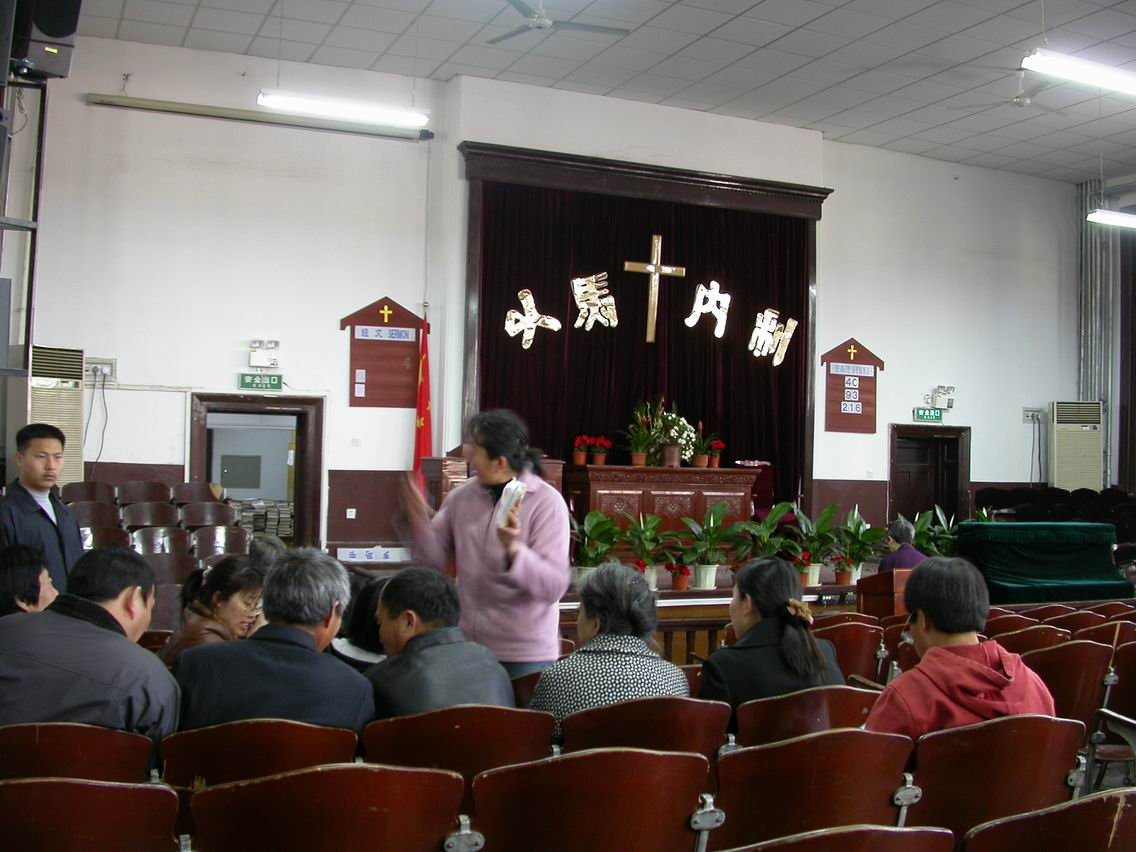
缸瓦市教堂内的宗教活动（2005年）

中國新教在北京的發展最早开始于19世紀中叶的清朝后期。在经历了19世紀的初创阶段之后，来自英美的传教士在北京得以立足。到20世纪初，新教在北京经历了较大的发展，城内共建立了60多座教堂，北京一方面成为西方教会集中的城市之一，大批传教士集中在此，并且兴办了众多的教育、医疗等辅助设施；另一方面，北京也成为华人自立教会的重要基地。在中華人民共和國建立之後，由於當局所提倡的三自運動以及對無神論的廣為宣傳，使得新教在北京的發展幾經波折。現在新教在北京有逐漸恢復發展，新教基督徒也逐漸成長，而隨之而來的許多新的成長與考驗。

## 19世纪
嘉庆十二年，第一位新教传教士——隶属英国伦敦会的马礼逊进入中国，从此开启了新教在中国的传播。1860年《北京条约》签订之后，西方传教士取得在内地传教的权利。19世纪进入北京传教的主要是以下5个英美差会：
- 伦敦会:1861年，根据《北京条约》的规定，英国在北京设立公使馆。伦敦会传教士雒魏林以使馆医官的名义同时进入北京。他为了接触中国人，在英国使馆旁边设立了一个诊所。1863年，伦敦会又派遣传教士杜德珍到北京协助雒魏林工作。杜德珍将诊所迁到西城缸瓦市一处租来的房屋中，后来演变为伦敦会的缸瓦市教堂，一直保留至今。伦敦会在北京还建立了米市大街教堂、东柳树井堂和东直门外关厢福音堂[1]，其中东单牌楼北面（今外交部街西口外）的米市大街教堂又名双旗竿教堂，是伦敦会的华北总部。

- 英国圣公会:1862年，英国圣公会（安立甘会）传教士包约翰也以英国使馆牧师的身份来到北京，他在西城石驸马桥绒线胡同租用民房设立教会，开办了一所小学，1874年他升任华南主教后。而在烟台的传教士史嘉乐（Charles Percy Scott）升任为华北教区主教，北京绒线胡同的教堂就成为华北教区主教座堂。

- 美北长老会:美北长老会传教士丁韪良曾经在1859年来到北京，协助美国外交官与清朝政府办理交涉。1863年，他再次随美国公使进驻北京。1865年，丁韪良在东城的总布胡同租房传教，并开办了一所小学，名为崇实馆。但是美北长老会在北京建堂传教比较晚。1876年美国长老会传教士惠志道（J．Wherry）在北京鼓楼附近建立了鸦儿胡同教堂。后来，长老会主要在北京北城新建教堂，中心教堂设在安定门内交道口二条。

- 公理会:1864年，美国公理会的传教士白汉理（柏亨利，Henry Blodget）进入北京，他在灯市口油房胡同和东四五条西口外建立了2座教堂，并在郊县建立了十几个支堂。灯市口教堂则成为公理会的华北总部，附近开设了著名的育英中学、贝满女中。

- 美以美会:1870年，美国美以美会（1941年与监理会、美普会合并后称为卫理公会）传教士卫维廉、刘海澜、达吉瑞和李安德在北京崇文门内孝顺胡同建立了该会在北京的第一所教堂亚斯立堂（又名崇文门教堂）。这里一直是美以美会在北京的中心教堂，美以美会的华北年议会设于该堂，附近开办了众多的附属机构。亚斯立堂建筑属于美国现代折衷主义风格，内部设施豪华先进，至今仍是北京最大的新教教堂。

## 庚子事变
1900年6月13日，义和团进入北京内城，当天，新教在北京的8所教堂（双旗竿伦敦会、缸瓦市伦敦会、灯市口公理会、东四五条西口公理会、孝顺胡同美以美会、石驸马桥安立甘会、鸦儿胡同长老会、交道口二条长老会）全部被焚毁。北京的数千名基督徒在东交民巷使馆区避难约2个月之久。

## 20世纪上半叶
1901年《辛丑条约》签订之后，新教在北京经历了较大的发展，掀起了一波建筑教堂的高潮，城内教堂数目达到60多座。不仅被毁的原有教堂得到重建，各教派又纷纷在全城各处分设不少规模较小的新教堂。尤其是美以美会在南城得到大力扩张，后来在北京城内共设有10余座教堂（崇文门亚斯立堂、珠市口堂、花市福音堂、宣外堂、永定门外教堂、方巾巷堂、广安门关厢福音堂、白纸坊福音堂、和平门外小沙土园堂、左安门外教堂、右安门关厢福音堂等）。英国圣公会于1907年在佟麟阁路建造了新的主教座堂，即中华圣公会救主堂，这座教堂的建筑风格融入了中国传统建筑的元素，虽然建筑平面采用了常见的双十字形，但是屋顶为中国传统的硬山顶，教堂大门开设在南侧山墙上，双十字平面的两个交叉处各自建有一个八角形的亭子作为教堂的钟楼，门前竖有石碑，记述教义。这座建筑与周围的民居完美的结合在一起，是新教建筑与中国传统结合的典范之作，有着很高的历史和文化价值。类似风格的还有协和礼拜堂等教堂。
20世纪初，北京的西方传教士还兴办了众多的教育、医疗等辅助设施。其中最为著名的是司徒雷登任校长的燕京大学。
20世纪上半叶，有若干新的教派传入北京，其中有一些是中国信徒自创的独立教派，北京也成为华人自立教会的重要基地。
- 救世军：1916年，救世军传入中国，第一站选择在北京。次年，他们在八面槽（王府井大街71号）兴建了救世军中央堂，1922年建成，其建筑也采用了中国建筑的元素。救世军在北京建造了西队（西单二条，1918）、东北队（北新桥细管胡同，1918）、南队（西兴隆街163号，1918）、西北队（西四端王府夹道1号）、北队（德胜门里果子市35号，1922）、东南队（崇外大石桥16号，1927）、西南队（骡马市大街98号，1930）、东直门队（东直门209号）、东队（朝外吉市口102号）、南顺城街86号、西单北大街97号以及通州队（鼓楼北大街）等共13座教堂[2]。

- 真耶稣教会：1917年，北京前伦敦会和使徒信心会信徒魏保罗（1877年-1919年）在永定门外大红门接受面向下的浸礼，创立真耶稣教会。当年成立黄村、南苑、北京（打磨厂恩振华布庄）三处真耶稣教会。1919年魏保罗去世，其子魏以撒等人到处传道，广行神迹，数年中迅速将真耶稣教会传到中国各省。

- 基督徒会堂：王明道（1900年-1991年）出生在北京，是中国基要派神学的代表人物。他从1924年开始家庭查经班，1927年出版《灵食季刊》，1933年开始设立聚会，1937年在东城史家胡同42、43号建成基督徒会堂。史家胡同的基督徒会堂规模始终不大，受浸的人不多。

- 基督徒聚会处：周康耀和周宏宝是北京基督徒聚会处的创始人。1948年，阎迦勒从绥远到北京负责基督徒聚会处，带领信徒响应倪柝声发起的“交出来”，实行“凡物公用”的生活制度，并且发动全体信徒广传福音，使得北京基督徒聚会处的信徒人数迅速扩增到千人以上[3]，并扩建了宽街聚会处。

北京的独立教派还有圣城新教会、耶稣基督圣灵永生神的召会、东大地福音堂和阜内大街福音堂等。
1942年，日本占领军组织“华北基督教团”，王明道表示拒绝参加。

## 1949年之后

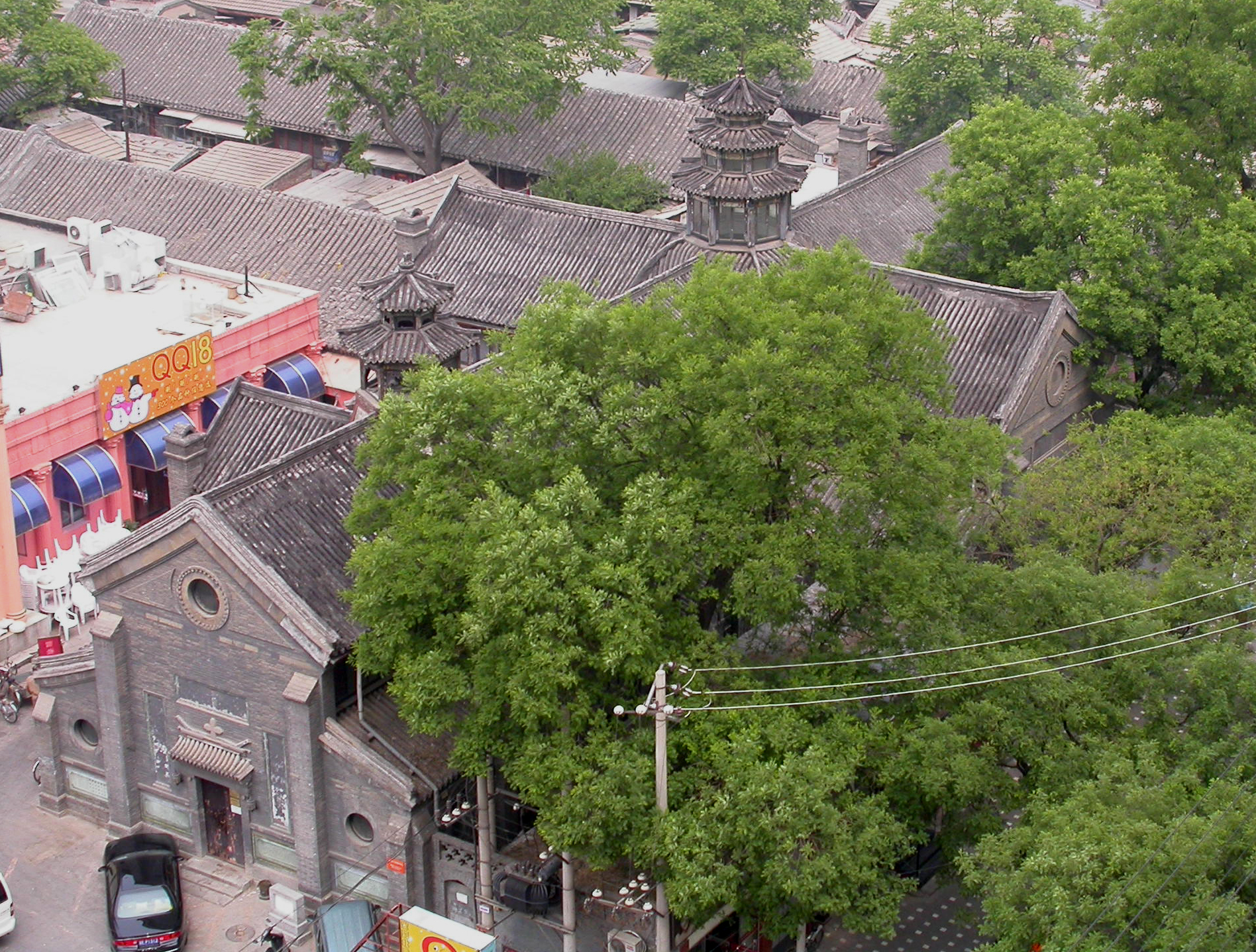
仍被占用的中华圣公会救主堂

1949年之后，新政府逐步对中国境内的各教会进行“社会主义改造”。1950年，三自运动开始，旨在使教会与其海外的母会脱离关系。《三自宣言》的40名发起人中，其中来自北京者约有10人：中华基督教卫理公会华北年议会监督江长川、北京公理会牧师王梓仲（华北基督教协合会总干事）、庞之焜、北京基督教青年会副总干事赵复三、北京基督教女青年会董事会主席凌俞秀霭、北京女青年会总干事陈文润、燕京宗教学院院长赵紫宸、燕京大学校长陆志韦、北京汇文中学校长高凤山、 道济医院总务主任刘维诚。
在此之后，大规模的无神论宣传使得北京各种宗教的信徒呈现明显的萎缩趋势，很多教堂以各种方式成为中国共产党、北京市政府或其他企事业单位的地产。
1950年代，王明道在《灵食季刊》上发表《真理呢，毒素呢？》、《我们是为了信仰》等文章，与三自运动领袖吴耀宗、崔宪祥、丁光训等进行辩论。1955年8月7日，在肃反运动中，王明道夫妇以‘反革命份子’罪名被捕，史家胡同42 、43 号的‘基督徒会堂’也遭充公。次年，王明道在监狱里写悔过书，被释放。但他出狱后并未加入三自运动，于是在1958年又再次被捕入狱，被判无期徒刑。北京基督徒聚会处负责人阎迦勒一度受到影响，于1955年4月带领北京聚会处宣布退出“三自”，王明道被捕后又再度加入。
自1957年12月至1958年7月，北京市全体教职人员集中在东城区府学胡同燕京协和神学院，进行长达半年多的社会主义教育运动。三自主席王梓仲等45人被划为右派。基督教的教职人员被划为剥削阶级，在运动结束后全部下放到农场劳动。1958年8月，在大跃进运动中，中国大陆各地基督教实行各教派联合礼拜，将信徒集中在少数教堂中，大部分教堂都被“献堂献庙”，无偿“支援社会主义建设”。北京市区的新教大小教堂60余座，经过合并，只剩下4座：灯市口（原公理会）、珠市口（原卫理公会）、缸瓦市（原中华基督教会）、宽街（原基督徒聚会处）。其中灯市口教堂规模最大，不久负责人赵复三等人表示进堂信徒很少，将教堂献给学校做礼堂，而使用东单规模较小的原圣经会为米市堂。原有各教派机构全部取消，由三自机构进行全面控制。四个教堂维持每周一次礼拜，人数总和有100多人。
1966年文化大革命爆发之后，教会组织被作为“四旧”彻底解散，仅剩的少数教产都被“革命群众”以各种方式没收强占，很多教堂成为工厂、学校的厂房、教室，例如缸瓦市堂由北京市煤气公司占用。不少建筑和教堂收藏的文物受到严重破坏。灯市口原公理会教堂在这时被毁。
1970年代初，中国大陆外交政策发生变化。1973年，新教米市堂开始向北京的外国侨民开放。
1980年7月13日，缸瓦市堂复堂。此后，北京开始逐渐恢复教会组织，基督徒增长迅速。一些被企事业单位占据的教产被發还教会，尚存的几座三自教堂经过整修，重新开门迎接信众。至今，北京尚在使用的新教教堂12座，其中老城区仍为4座（缸瓦市、崇文门、珠市口、宽街），多数为规模不大的老教堂，数千名信徒只能分为多次聚集。2000年以后，在新城区新建了朝阳堂，海淀堂也已于2007年5月31日重建完成。另有20座教堂建筑被占做它用（如中华圣公会救主堂）并且在旧城改造中面临被拆除的威胁。北京基督徒的社会结构也发生重大变化，社会强势群体的比重不断增加。不过，北京在家庭教会中聚会的基督徒人数明显超过在登记教堂聚会的信徒人数，一份中国无神论学会理事左鹏博士主持的《北京市基督教现状调查》（北京市社科规划办“十五”规划项目）显示，“家庭教会是基督教（即新教）在北京传播的主要基地”，“经常参加家庭聚会的基督徒，主要是文化程度较高的青年基督徒”，“家庭教会已成为今日北京基督教发展必须面对的棘手难题”。